# Georg Klein (Volleyballspieler)
Georg Klein (* 22. August 1991 in Leipzig) ist ein deutscher Volleyballspieler.

## Karriere
Klein begann seine sportliche Karriere bei seinem Heimatverein TSV Leipzig 76 als Schwimmer, bevor er zum Volleyball kam. Später wechselte er innerhalb der Stadt zum Bundesligisten VV Leipzig. 2007 ging der Mittelblocker zum Nachwuchsteam des VC Olympia Berlin. Mit der Junioren-Nationalmannschaft wurde er 2009 Dritter bei den Olympischen Spielen der Jugend. Bei der Europameisterschaft 2010 in Belarus und der Weltmeisterschaft 2011 in Rio de Janeiro belegte die Mannschaft die Plätze sechs und zehn. Im Sommer 2011 folgte Klein seinem Trainer Söhnke Hinz zu evivo Düren. Im September 2012 kam er bei der EM-Qualifikation in der Ukraine beim 3:0-Sieg gegen Schweden zu seinem ersten Länderspieleinsatz in der A-Nationalmannschaft. In der Saison 2015/16 spielte er beim belgischen Verein Topvolley Antwerpen. 2016 kehrte er zurück in die Bundesliga und spielte eine Saison beim Rekordmeister VfB Friedrichshafen, mit dem er 2017 den DVV-Pokal gewann. Anschließend wechselte Klein zum deutschen Meister Berlin Recycling Volleys. In der Saison 2017/18 erreichte er mit den BR Volleys das Viertelfinale im DVV-Pokal und gewann die deutsche Meisterschaft. In der Saison 2018/19 kam er mit der Mannschaft ins Pokal-Halbfinale und schaffte in der Bundesliga die Titelverteidigung. 2020 beendete Klein zunächst seine Karriere, hatte im November 2021 ein Comeback bei den BR Volleys und wurde mit ihnen 2022 erneut deutscher Meister.